# IC 4671
IC 4671 — галактика типу *Grp (велика група зірок) у сузір'ї Змія.
Цей об'єкт міститься в оригінальній редакції індексного каталогу.